# Çağan Irmak
Çağan Irmak, né le 4 avril 1970 à Izmir (Turquie), est un réalisateur, producteur et scénariste turc. 

## Biographie
Çağan Irmak étudie la radio, la télévision et le cinéma à la Faculté des Communications de l'Université de l'Égée. Alors qu'il est toujours étudiant, il remporte à deux reprises le prix Sedat Simavi pour les courts métrages Masal et Kurban. Après l'obtention de ses diplômes en 1992, il travaille au cinéma et à la télévision comme assistant-réalisateur. Il devient réalisateur en 1996 sur Sasifelek Çikmazi, une série télévisée, et remporte un premier prix du IFSAK pour son court-métrage Bana Old and Wise'i Çal en 1998. En 2001, il réalise Bana Şans Dile, son premier long métrage pour le cinéma.
Il obtient un grand succès en 2002 avec Asmalı Konak, une série télévisée en 20 épisodes, puis en 2004-2005 avec Çemberimde Gül Oya, une ambitieuse série télévisée en 40 épisodes qui évoque, dans des familles d’allégeances diverses, les mouvements politiques ayant conduit au coup d'État du 12 septembre 1980 en Turquie. Cette thématique est reprise en 2005, cette fois uniquement au sein de la famille d'un journaliste de gauche, dans Mon père et mon fils (Babam ve Oğlum), l'un des plus gros succès de l'histoire du box-office turc et le film de Çağan Irmak le plus connu sur la scène internationale.

## Filmographie

### Réalisateur

#### Cinéma
- 1998 : Bana Old and Wise'ı Çal (Jouez-moi Old and Wise), court métrage
- 2001 : Bana Şans Dile (Souhaite-moi bonne chance )
- 2004 : Mustafa Hakkında Her Şey
- 2005 : Mon père et mon fils (Babam ve Oğlum)
- 2007 : Ulak
- 2008 : Issız Adam
- 2009 : Karanliktakiler
- 2010 : Prensesin Uykusu
- 2011 : Dedemin Insanlari
- 2013 : Tamam miyiz?
- 2014 : Unutursam Fisilda
- 2015 : Nadide Hayat
- 2016 : Benim Adim Feridun
- 2018 : Çocuklar Sana Emanet
- 2018 : Bizi Hatirla

#### Télévision
- 1996 : Sasifelek Çikmazi (série TV)
- 1999 : Günaydin Istanbul Kardes (téléfilm)
- 2002 : Çilekli Pasta (Tarte Fraise) (téléfilm)
- 2002 : Asmalı Konak (série TV)
- 2004-2005 : Çemberimde Gül Oya (série TV)
- 2011-2012 : Kesanli Ali Destani (série TV)
- 2013-2014 : Çalikusu (série TV)
- 2018 : Gülizar (série TV)
- 2021 : Yesilçam (série TV)
- 2022 : Yaratilan (série TV)